# Рудольф Кранц
Рудольф Кранц (нім. Rudolf Krantz; 16 січня 1874, Бауцен — 22 жовтня 1941, Дрезден) — німецький воєначальник, генерал-лейтенант вермахту.

## Біографія
30 березня 1891 року вступив в 107-й піхотний полк Саксонської армії. 9 липня 1900 року переведений в 2-й піхотний полк у Східній Азії. Учасник придушення Боксерського повстання. 6 жовтня 1901 року переведений назад в 107-й піхотний полк. З 25 липня 1905 року — командир роти свого полку. З 20 березня 1912 року служив в Лейпцигу, з 20 квітня 1914 року — в штабі 13-го єгерського батальйону.
Учасник Першої світової війни. З 2 серпня 1914 року — командир 13-го резервного єгерського батальйону. 29 вересня 1916 року переведений в 1-й запасний батальйон, 1 листопада 1916 року — в 106-й запасний піхотний полк ландверу. З 12 вересня 1917 року — командир 474-го піхотного полку. 18 липня 1918 року взятий в полон французькими військами. В березні 1920 року звільнений.
Після демобілізації армії залишений в рейхсвері. З 1 квітня 1920 року — командир 24-го піхотного полку. З 6 листопада 1920 року служив в штабі 37-го піхотного полку. З 1 квітня 1923 року — командир 11-го піхотного полку. З 1 листопада 1927 року — піхотний керівник 4. 30 вересня 1929 року звільнений у відставку.
1 червня 1940 року переданий в розпорядження армії і очолив 454-у дивізії особливого призначення (з 19 березня 1941 року — 454-та дивізія охорони). 29 вересня 1941 року відправлений в резерв.

## Звання
- Фенріх запасу (30 березня 1891)
- Фенріх (25 листопада 1891)
- Другий лейтенант (21 червня 1892)
- Оберлейтенант (26 березня 1899)
- Гауптман (25 липня 1905)
- Майор (20 квітня 1914)
- Оберстлейтенант (30 листопада 1920)
- Оберст (1 квітня 1923)
- Генерал-майор (1 січня 1928)
- Генерал-лейтенант запасу (1 жовтня 1929)
- Генерал-лейтенант до розпорядження (1 лютого 1941)

## Нагороди
- Китайська медаль
- Орден Альберта (Саксонія)
  - лицарський хрест 2-го класу з мечами
  - лицарський хрест 1-го класу з мечами
  - офіцерський хрест з мечами
- Орден Червоного орла 4-го класу
- Орден Фрідріха (Вюртемберг), лицарський хрест 1-го класу
- Орден Генріха Лева, лицарський хрест 1-го класу
- Залізний хрест 2-го і 1-го класу
- Військовий орден Святого Генріха
  - лицарський хрест (15 жовтня 1914)
  - командорський хрест 2-го класу (19 липня 1918)
- Хрест «За військові заслуги» (Ройсс)
- Почесний хрест (Ройсс), офіцерський хрест з мечами
- Нагрудний знак «За поранення» в чорному
- Медаль «За вислугу років» (Саксонія)
- Почесний хрест ветерана війни з мечами